# Gotthard Schuh
Gotthard Schuh (Berlín, 22 de diciembre de 1897-Küsnacht, 29 de diciembre de 1969) fue uno de los más importantes fotógrafos suizos del siglo XX, que comenzó su carrera artística como pintor.

## Biografía
Gotthard Schuh nació en el barrio berlinés de Schöneberg de padres suizos, regresando la familia a su país cuando tenía tan sólo 5 años. Establecidos en la localidad de Aarau, fue al colegio local y desde 1914 estudió en la escuela del Cantón de Argovia y comenzó a pintar. 
En 1916 finalizó sus estudios en la Escuela de industria de Basilea y entre 1917 y 1918 hizo su servicio militar en el departamento de fronteras.
Desde 1919 se estableció como pintor en Basilea y Ginebra y tras realizar un largo viaje por Italia en 1920 se estableció como tal en Múnich. 
En 1926 regresó a Suiza a dirigir un comercio fotográfico y tras casarse y mudarse a Zúrich, en 1927, fue cuando comenzó a tomar fotografías hasta el punto que terminó convirtiéndose él mismo en fotógrafo.
Entre 1928 y 1931 realizó varias exposiciones de pintura y entró a formar parte del grupo expresionista Rot-Blau (rojo-azul) de Basilea. Ese mismo año de 1931 se publicaron sus primeras fotografías en el Zürcher Illustrierte.
En el año 1932 organizó una exposición de sus imágenes en París, donde pudo conocer a Picasso, Léger y Braque.
Entre los años 1933 y 1937 trabajó como fotógrafo independiente para el Zürcher Illustrierte, el Berliner Illustrierte Zeitung, Paris Match y la revista Life. Sus fotorreportajes le llevaron por todo Europa en la época de preguerra, y entre 1938 y 1939 viajó por Indonesia. 
Entre 1941 y 1960 fue redactor gráfico en el Neue Zürcher Zeitung y en 1951 fue uno de los fundadores de la Escuela de Fotógrafos Suizos ('Kollegium Schweizerischer Photographen), junto a Werner Bischof, Walter Läubli, Paul Senn y Jakob Tuggener.
En 1960 recuperó y se pasó a la pintura, falleciendo en la pequeña localidad de Küsnacht, en el entorno de la ciudad de Zúrich.

## Obra
Schuh es considerado como representante de un estilo fotográfico propio, con un abierto interés por la vida diaria y la realidad de la sociedad. Sus imágenes forman parte del nuevo fotoperiodismo que se extendió por las publicaciones europeas durante la década de los años 30, aunque para él la visión periodística sólo era una parte de su curiosidad personal y fotográfica por la realidad.
Fue amigo íntimo de Robert Frank, el cual siempre reconoció su admiración por él y su influencia en su propia obra.
Su legado se encuentra archivado en la Fotostiftung Schweiz del Fotocentro de Winterthur.

## Exposiciones (selección)
- 1967. Helmhaus, Zúrich
- 1982. Kusthaus Zúrich, Zúrich
- 1986. Museum für Gestaltung Basel, Basilea
- 2009. Fotostiftung Schweiz, Winterthur
- 2010. Musée Niépce, Chalon sur Saône
- 2010. Villa dei Cedri, Bellinzona
- 2011-2012. Fundación Mapfre, Instituto de Cultura, Madrid[4]
- 2012. Artef, Galerie für Kunstfotografie , Zúrich

## Libros (selección)
- 1940. «Inseln der Götter». (La isla de los dioses), sobre su viaje a Indonesia

## Premios y reconocimientos
- 1957. Medalla de oro de Venecia
- 1967. Nombrado caballero por el gobierno de talia

## Películas
- 2011. Gotthard Schuh. Eine sinnliche Sicht der Welt. (Gotthard Schuh. Una visión sensual del mundo). Documental de Villi Hermann,[5][6]